# Grupul pentru Dialog Social
Grupul pentru Dialog Social (GDS), considerat primul ONG legal constituit după 1989, înregistrat la 22 ianuarie 1990, după anunțul public din 31 decembrie 1989, este o asociație independentă, cu caracter nepatrimonial, care și-a propus să apere și să promoveze valorile democrației, libertățile și drepturile omului. În acest sens. GDS a primit statut de „utilitate publică”.
GDS urmărește să fie o instanță de reflecție critică asupra problemelor fundamentale ale societății românești. Grupul pentru Dialog Social nu este și nu urmărește să devină formațiune politică.
În scopul exercitării atribuțiilor sale statutare, Grupul pentru Dialog Social editează Revista 22, efectuează studii și cercetări, proiecte și programe, simpozioane și mese rotunde cu teme culturale și sociale, lansări de carte și alte manifestări culturale.
În actul de constituire se afirmă: ”Grupul pentru Dialog Social este un grup independent, strict informal, care nu se subordonează nici unei grupări politice și care refuză orice colaborare cu cei care au susținut vechiul regim. Declarăm explicit: nu vrem să fim un centru de putere, ci un centru de influență. Pe cont propriu, fiecare membru al Grupului are dreptul la propriile sale opțiuni și orientări politice, care nu afectează însă în nici un fel statutul și orientarea Grupului.”
Aceste obiective au fost stabilite în Statutul GDS și au fost îndeplinite și diversificate de la înființarea asociației și până în prezent.
Grupul-ținta îl reprezintă societatea civilă, activitățile Grupului fiind accesibile publicului larg.
O serie de actori politici au publicat aprecieri privind modul în care a fost înființat Grupul de Dialog Social, cea ce a făcut ca această asociație să reacționeze public. Astfel, la începutul anului 2019 Grupul de Dialog Social a anunțat că își rezervă dreptul de a da în judecată publicația Evenimentul Zilei pentru afirmațiile făcute.

## Membri GDS 2023
Președinte: Vlad Alexandrescu
Membrii Consiliului Director: Andreea Pora, Radu Vancu, Andrei Cornea, Dan Perjovschi
Membri:
- Raluca Alexandrescu
- Sorin Alexandrescu
- Adriana Babeți
- Brîndușa Armanca
- Magda Cârneci
- Vitalie Ciobanu
- Adrian Cioroianu
- Daniel Cristea-Enache
- Rodica Culcer
- Mircea Dumitru
- Sabina Fati
- Radu Filipescu
- Dan Grigore
- Mădălin Hodor
- Emil Ionescu
- Sorin Ioniță
- Alexandru Lăzescu
- Andrei Oișteanu
- Rodica Palade
- Alin Teodorescu
- Eugen Vasiliu
- Ștefan Vianu
- Vlad Zografi

## Premiul GDS
Din anul 1994, se acordă Premiul GDS personalităților considerate a fi contribuit la promovarea valorilor societății civile și ale statului de drept.
- 1994: Alexandru Zub
- 1995: Ilie Ilașcu
- 1996: Dumitru Iuga
- 1997: Nicolae Corneanu, Doina Cornea
- 1998: Academia Civică, Sorin Alexandrescu, Coen Stork
- 1999: Andrei Pleșu, Monica Lovinescu, Virgil Ierunca
- 2000: Andrei Ursu, Horia Bernea
- 2001: Mihai Șora
- 2002: Asociația „15 noiembrie 1987”
- 2003: Traian Ungureanu
- 2004: Cristian Pârvulescu
- 2005: Monica Macovei
- 2006: Vasile Paraschiv
- 2007: Vladimir Tismăneanu
- 2008: Asociația Salvați Bucureștiul, reprezentată de președintele ei, Nicușor Dan
- 2009: Societatea Timișoara, reprezentată de președinte ei, Florian Mihalcea
- 2010: Raed Arafat
- 2011: Daniel Morar (a renunțat în 2019[4])
- 2012: Dan Tăpălagă
- 2013: Germina Nagâț
- 2014: Laura Codruța Kovesi
- 2015: Marian Popescu, președintele Comisiei de etică a Universității București
- 2016: Dacian Cioloș  și Premiul GDS In Memoriam: Romulus Rusan și Mihnea Berindei
- 2017: mișcarea civică #REZIST
- 2018: Augustin Lazăr
- 2019: Emilia Șercan
- 2020: Maia Sandu [5]
- 2021: Cristi Danileț și Premiul GDS In Memoriam: Voicu Rădescu
- 2022: Radu Hossu